# Paraphlebia zoe
El caballito patón huasteca (Paraphlebia zoe) es un caballito del diablo de la familia Thaumatoneuridae. Es endémica de México de las zonas de montaña en el estado de Veracruz. y es por mucho la especie más vistosa y mejor conocida del género Paraphlebia.   Está fuertemente amenazada por la pérdida de hábitat.

## Clasificación
Hasta el año 2013, el género Paraphlebia se clasificaba dentro de la familia Megapodagrionidae, sin embargo, en estudios moleculares recientes se descubrió que Paraphlebia es el grupo hermano de Thaumatoneura, un género monotípico endémico de Costa Rica y Panamá.

## Descripción
La coloración de esta especie es principalmente negra con áreas claras de color amarillo.
- Cabeza: principalmente negra con manchas claras en el antefrons, labrum color azul metálico.
- Tórax: principalmente negro con líneas claras en la sutura humeral, intrapleural y metapleural.
- Patas. amarillas con manchas negras en la superficie exterior de los fémures.
- Abdomen: principalmente negro con anillos basales amarillos en los segmentos 3-7 y una línea amarilla medio ventral en los segmentos 7-8.
- Alas: hialinas o con pigmenntación negra, las últimas con una banda negra apical con reflejos azul metálico y un parche blanquecino proximal a la banda negra.
- Medidas: abdomen ≈45-47 mm; ala trasera ≈ 39-44 mm.[5]

## Ciclo de vida y conducta
Al igual que la mayoría de las especies de este orden, Paraphlebia zoe necesita de agua dulce para desarrollarse. Los huevos son depositados en los sustratos húmedos de los escurrideros. Una vez eclosionada, la larva quizá se alimente de crustáceos e incluso de microinvertebrados semiacuáticos, ya que los escurrideros apenas cubren de humedad el hábitat. No se sabe cuánto tiempo transcurre desde el huevo hasta que la larva emerge como adulto, pero quizá pasen varios meses a juzgar por el periodo reproductivo, el cual va de mayo a octubre. En este periodo, ambos sexos emergen y pasan unas pocas semanas como tenerales. Los machos pueden ser territoriales, lo cual quiere decir que asumen posesión agresiva contra otros machos en los escurrideros. Estos sitios son defendidos expulsando a otros machos, y solo permitiendo que las hembras se acerquen para copular y poner huevos. La cópula puede durar hasta media hora, durante la cual los machos realizan movimientos abdominales que en otros odonatos se asocian con el desplazamiento de esperma rival (i.e. de machos anteriores) de la espermateca y bursa de la hembra, así como de transferencia del esperma propio. El desplazamiento daría mayor éxito en fertilización al macho en cópula, pero esto necesita verificarse. La duración de la cópula no está influida por la densidad de machos, aunque sí hay una relación positiva entre la duración y el tamaño corporal del macho al inicio de la temporada. Esta relación supondría que los machos de talla grande desplacen más esperma. Una vez que la cópula termina, la hembra y el macho se separan, para que la primera ponga huevos siendo vigilada cercanamente por el segundo. Esa vigilancia funciona para repeler posibles machos competidores que quisieran tomar a la hembra en cópula.

## Dimorfismo
Paraphlebia zoe presenta dos fenotipos masculinos. El macho oscuro tiene alas con bandas azules oscuras, mientras que el macho hialino es aquel cuyas alas están desprovistas de coloración. El macho oscuro es también más agresivo y tiende a defender un territorio, situación muy común al inicio de la temporada reproductiva. Sin embargo, hacia el final de la temporada, los machos hialinos son más comunes que los negros por lo que tienden a defender territorios. Sin embargo, un hialino no defenderá un territorio si existe un negro cerca. Ambos morfos difieren en la duración de la cópula, con los machos negros durando menos tiempo. Esta diferencia probablemente tiene que ver con las oportunidades de acceso a las hembras. Dado que los negros copulan más veces, puede ser que los hialinos pasen más tiempo en cópula para desplazar esperma y aumentar su éxito en fertilización. Cabe notar que algunos autores han sugerido que los machos hialinos se parecen a las hembras, como una manera adaptativa de "engañar" al macho negro y que este último tolere la presencia del hialino dentro de sus territorios. Otra diferencia es que mientras los machos negros tienen más grasa muscular que los machos hialinos, una situación inversa sucede para la masa muscular. Estas diferencias se interpretan en las capacidades de defensa de un territorio: un macho negro requiere de grasa (=energía) para defender un territorio, mientras que el hialino requiere de más músculo para vivir más; sin embargo, la supervivencia de ambos morfos es similar.

## Distribución
Esta especie se distribuye en los estados mexicanos de San Luis Potosí, Veracruz, Hidalgo, Puebla y Querétaro.

## Hábitat
Los adultos se reproducen en escurrideros y arroyuelos, generalmente en sitios inclinados. Las náyades se encuentran debajo de piedras o de la vegetación presente en estos escurrideros; se les observa frecuentemente en paredes verticales cubiertas solo por una delgada película de agua. Su hábitat natural es el bosque mesófilo de montaña, en zonas de escurrideros.

## Estatus de la especie
Dentro de la legislación mexicana (Nom-059-Semarnat-2010) no se tiene contemplada a esta especie en ninguna de sus categorías de riesgo. Sin embargo, para la UICN esta especie está considerada como una especie vulnerable a la extinción. Un análisis reciente de área ocupada indicó que su estatus debe estar en peligro (En peligro).